# 格斗力量
《格斗力量》是一款由Core Design制作、Eidos发行的清版动作游戏。游戏于1997年10月31日在PlayStation发行，后移植至任天堂64。游戏原计划推出世嘉土星版，但最终取消。
《格斗力量》是与《快打旋风》类似的格斗游戏。
《格斗力量》获得混合评价，IGN给予5.5/10的分数。
续作《格斗力量2》于1999年推出。